# 旧秋田藩主佐竹氏別邸

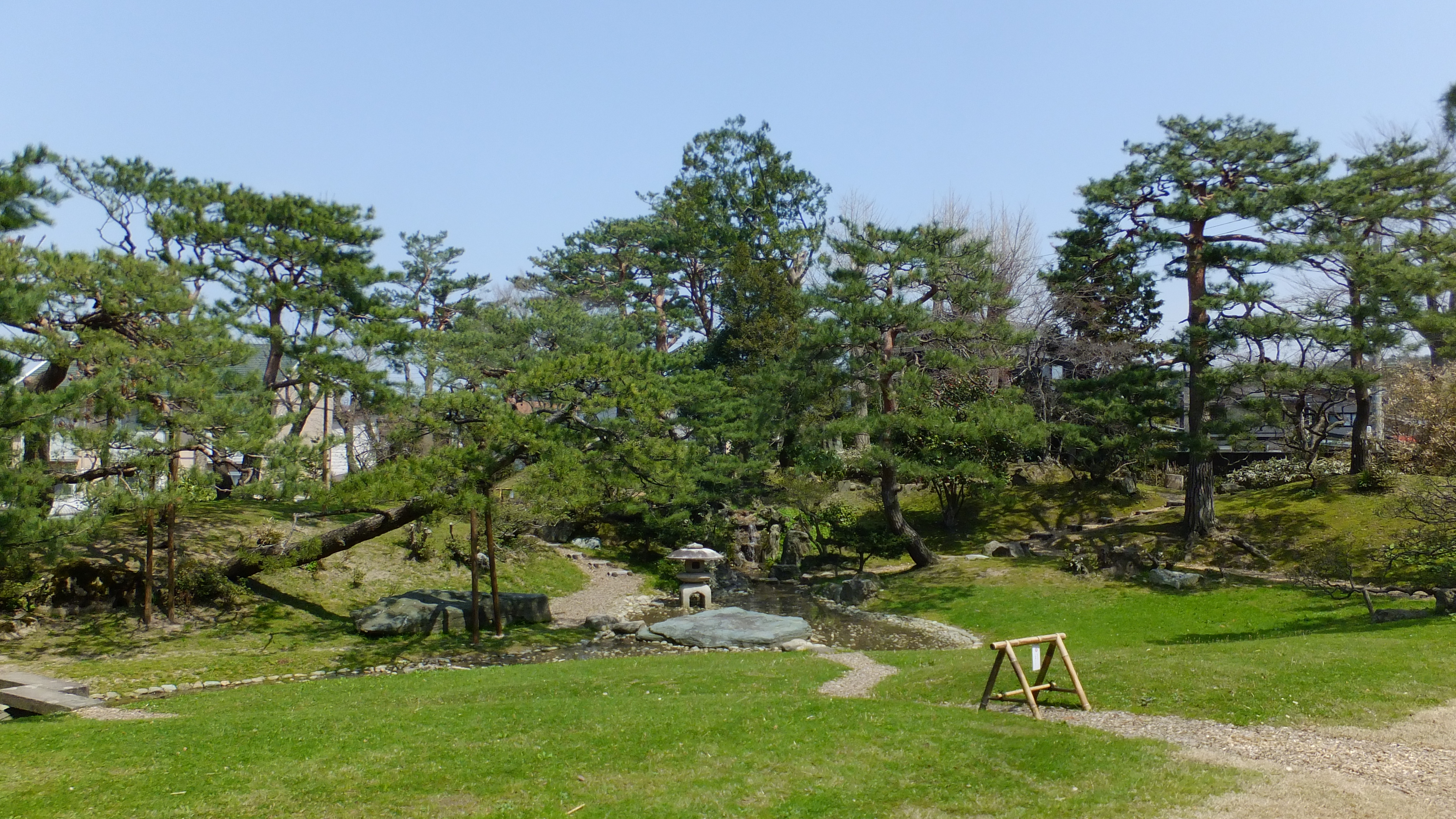
旧秋田藩主佐竹氏別邸（如斯亭）の日本庭園

旧秋田藩主佐竹氏別邸（きゅうあきたはんしゅさたけしべってい）は、秋田県秋田市旭川南町に所在する、久保田藩（秋田藩）主佐竹氏の別邸およびその庭園。附属茶屋を含む。通称「如斯亭（じょしてい）」の名は本来1棟の建物を指す名称であったが、今では建物をめぐる庭園を指す名称として用いられている。かつては「唐見殿（からみでん）」とも称された。

## 概要

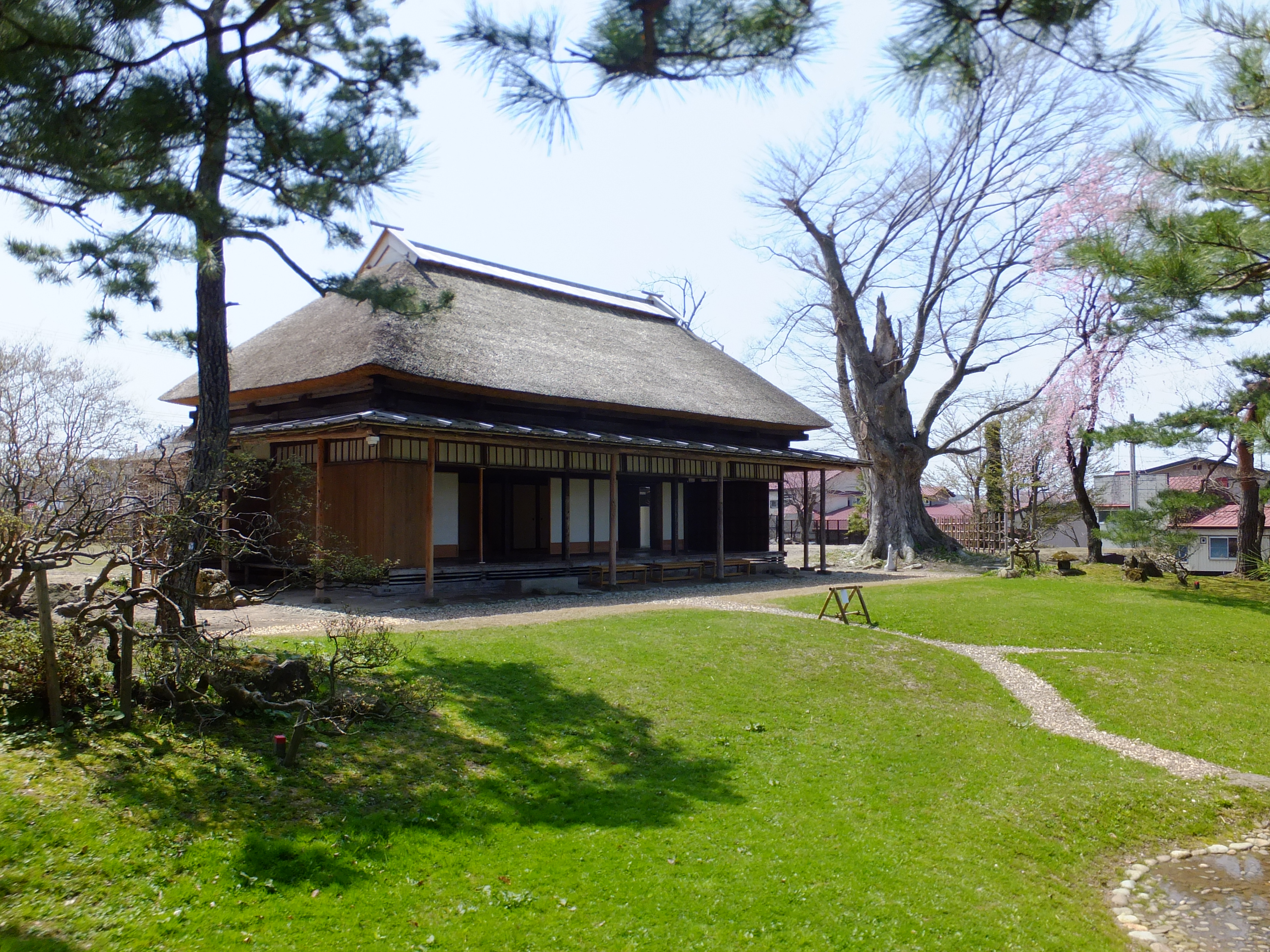
2017年に復元された如斯亭の主屋

佐竹氏の居城であった久保田城（現在の千秋公園）の北、約1キロメートルに位置する。藩士の大嶋小助が3代藩主佐竹義処より下賜された土地に建てた別荘を起源とし、当初は「得月亭（とくげつてい）」と称された。5代義峯の代に藩主が遊猟する際の休憩所として用いられたため、藩に献上され、庭園や建物が整備された。9代義和の時代にほぼ現在の姿へ庭園が整備され、藩士の那珂通博に園内十五景（紅霞洞、靄然軒、夕陽坡、観耕台、清風嶺、佩玉矼、仁源泉、超雪渓、玉鑑池、弓字径、渇虎石、巨鼈島、星槎橋、幽琴澗、清音亭）を選ばせた上で名を「如斯亭」と改めた。この頃から久保田藩の迎賓館のような役割を果たすとともに、文人墨客たちの良き交遊の場として利用された。庭前の巨石は高野石、また、池の中に配置された雪見灯籠は250年ほど前のもので、東北地方における遠州流庭園の名園とされる。
廃藩置県により佐竹氏が東京へ転居した際、庭園は藩士の那波氏へ譲渡された。以降は民間所有となったが、1947年（昭和22年）に所有権を得た丸野内氏から2010年（平成22年）3月29日に秋田市へ無償譲渡された。
1952年（昭和27年）11月1日に県の史跡、2007年（平成19年）2月6日には国の名勝に指定されている。
周辺は、かつては閑静な田園地帯だったが、今日では住宅が密集する市街地となっている。

## 沿革
- 元禄年間（1688 - 1703年） - 3代藩主佐竹義処、家臣の大嶋小助に土地を下賜し、大嶋氏が別荘を建設する。
- 寛保元年（1741年） - 大嶋氏から5代藩主義峯に献納され、藩主の御休所となる。
- この間 - 倹約のため一時衰退する。
- 安永4年（1775年） - 8代藩主義敦により復興される。
- 年不詳 - 9代藩主義和が庭園として整備。那珂通博が園内十五景を選定すると共に、「如斯亭」と命名する。
- 明治4年（1871年） - 廃藩置県に伴い、旧藩主義堯より那波氏へ譲渡される。
- 1947年（昭和22年） - 丸野内氏の所有となる。
- 1952年（昭和27年）11月1日 - 秋田県史跡に指定される。
- 1964年（昭和39年） - 旅館 如斯亭が開業。
- 1990年（平成2年） - 旅館 如斯亭が廃業。
- 2007年（平成19年）2月6日 - 国の名勝に指定される。
- 2010年（平成22年）3月29日 - 丸野内氏から秋田市へ寄贈される。
- 2011年（平成23年）2月7日 - 国の名勝に追加指定される。